# Рудка (Шептицький район)
Ру́дка —  село в Україні, в Червоноградському районі Львівської області. Населення становить 57 осіб.
В дорадянський час називалося Маджарки.